# Guy Garvey
Guy Edward John Patrick Garvey (Bury, 6 maart 1974) is een Brits zanger en gitarist.

## Loopbaan
Garvey is vooral bekend van Elbow, een band uit Manchester. Verder is hij presentator bij BBC Music en manager van de platenmaatschappij Skinny Dog Records. Zijn stemgeluid wordt vaak vergeleken met dat van Peter Gabriel. Naast zang speelt Garvey live diverse instrumenten, waaronder gitaar, percussie en drums. Hij is tevens te horen op het Massive Attack-album Heligoland (2010).
In 2015 kondigde Garvey aan dat hij een soloalbum zou uitbrengen. Dit album, Courting the Squall, kwam uit op 30 oktober dat jaar.

## Discografie

### Elbow
- Asleep in the Back (2001)
- Cast of Thousands (2003)
- Leaders of the Free World (2005)
- The Seldom Seen Kid (2008)
- Build a Rocket Boys! (2011)
- The Take Off and Landing of Everything (2014)
- Little Fictions (2017)
- Giants of All Sizes (2019)
- Audio Vertigo (2024)

### Solo
- Courting the Squall (2015)